# Soderstorf
Soderstorf er en kommune i den sydøstligste del af Landkreis Lüneburg i den tyske delstat Niedersachsen, og er en del af Samtgemeinde Amelinghausen.

## Geografi
Soderstorf ligger i Naturpark Lüneburger Heide ved floden Luhe.

## Inddeling
I kommunen ligger landsbyerne:
- Soderstorf
- Raven
- Rolfsen
- Schwindebeck
- Thansen

## Nabokommuner
- Salzhausen
- Oldendorf (Luhe)
- Amelinghausen
- Rehlingen
- Bispingen
- Egestorf
- Eyendorf